# Смирнов, Дмитрий Иванович (1901—1975)
Дмитрий Иванович Смирнов (13 (26) июня 1901 года, деревня Климово, ныне Островский район, Костромская область — 17 марта 1975 года, Москва) — советский военный деятель, Герой Советского Союза (21.07.1944). Генерал-лейтенант (19.04.1945).

## Начальная биография
Родился 13 (26) июня 1901 года в деревне Климово ныне Островского района Костромской области.
Получил начальное образование, после чего работал в родной деревне.

## Военная служба

### Довоенное время
В феврале 1920 года был призван в ряды РККА и служил красноармейцем запасного пехотного полка в Москве, с апреля — курсантом отдельного запасного пулемётного батальона Московского военного округа, с сентября — красноармейцем и курсантом отдельной учебной запасной батареи 5-го запасного полка 14-й стрелковой дивизии во Владикавказе. С декабря 1920 года был курсантом, а затем — командиром отделения 12-х Владикавказских командных курсов Северо-Кавказского военного округа, которые окончил в 1922 году. Принимал участие в боях с вооружёнными формированиями при разоружении Чечни, Осетии и Ингушетии.
С ноября 1922 года служил в 38-м стрелковом полку (13-я Дагестанская стрелковая дивизия; Буйнакск) на должностях командира взвода и начальника пулемётной команды. С октября 1923 года временно исполнял должность начальника пулемётной команды 11-х Новочеркасских командных курсов Северо-Кавказского военного округа. В апреле 1924 года Смирнов был переведён в 25-й стрелковый полк (9-я Донская стрелковая дивизия), где исполнял должность командира взвода, помощника командира роты, командира и политрука роты.
В 1925 году окончил Владикавказскую пехотную школу, а с декабря 1928 года проходил обучение на курсах усовершенствования комсостава «Выстрел», которые закончил в сентябре 1929 года и служил на этих курсах на должности инструктора стрелкового дела. В ноябре 1930 года Смирнов был назначен на должность командира учебной роты учебного батальона 3-го стрелкового полка Московской Пролетарской стрелковой дивизии, а в мае 1932 года — на должность командира учебного батальона 1-го стрелкового полка этой же дивизии.
В апреле 1933 года был направлен на учёбу в Военную академию имени М. В. Фрунзе, по окончании которой в октябре 1936 года назначен на должность помощника начальника 1-го отделения 1-го отдела, а вскоре исполнял должность заместителя начальника штаба Забайкальского военного округа.
В декабре 1937 года был назначен на должность помощника начальника отделения, затем — на должность старшего помощника начальника 3-го и 2-го отделений 1-го отдела Генерального штаба РККА, а в феврале 1940 года — на должность старшего помощника начальника Оперативного управления (дальневосточное отделение). С июня того же года по сентябрь 1941 года находился в командировке в Монгольской Народной Республике и в Харбине.

### Великая Отечественная война
В декабре 1941 года Дмитрий Иванович Смирнов был назначен на должность командира 122-й отдельной стрелковой бригады, формировавшейся в Приволжском военном округе и включённой в апреле 1942 года в состав Брянского фронта.
В июне 1942 года Смирнов был назначен на должность командира 73-й стрелковой дивизии (24-я армия), которая в июле с ходу вступила в сражение с 3-м и 40-м танковыми корпусами противника и стала отступать на юг, переправившись на левый берег Дона восточнее Новочеркасска. В конце июля 24-я армия сосредоточилась в районе Сальска, в ноябре 1942 года дивизия была передана в состав 48-й армии и вела бои восточнее Орла, а в феврале 1943 года начала наступление по направлению на Малоархангельск. Летом 1943 года дивизия под командованием Д. И. Смирнова принимала участие в Курской битве, освобождении юго-западной части Брянской области и Левобережной Украины. Генерал-майор (18.05.1943).
В декабре 1943 года Дмитрий Иванович Смирнов был назначен на должность командира 121-го стрелкового корпуса 50-й армии. В июне 1944 года Смирнов умело командовал корпусом при прорыве 24 июня 1944 года обороны противника северо-восточнее города Чаусы (Могилёвская область, Белоруссия), форсировании реки Проня и захвате плацдарма на правом берегу реки.
Указом Президиума Верховного Совета СССР от 21 июля 1944 года за умелое руководство воинскими соединениями и проявленные при этом личное мужество и героизм генерал-майору Дмитрию Ивановичу Смирнову присвоено звание Героя Советского Союза с вручением ордена Ленина и медали «Золотая Звезда» (№ 3861).
Корпус под командованием Д. И. Смирнова принимал участие в Белорусской и Восточно-Прусской операциях, освобождении городов Могилёв, Осовец, Данциг, Гарц, Лихен и других. За умелое руководство, инициативу, личную отвагу и мужество Дмитрий Иванович Смирнов был награждён орденом Богдана Хмельницкого 1 степени.
За время войны Смирнов был 15 раз упомянут в благодарственных в приказах Верховного Главнокомандующего.

### Послевоенная карьера
С расформированием 121-го стрелкового корпуса в июле 1945 года Д. И. Смирнов находился в распоряжении Военного совета Группы советских оккупационных войск в Германии, а затем был назначен на должность заместителя военного коменданта, а в октябре — на должность военного коменданта советского сектора Берлина.
В июне 1946 года был назначен на должность старшего инспектора Инспекции по оперативной подготовке в штабе Главной инспекции Сухопутных войск, в марте 1947 года — на должность старшего инспектора Инспекции подготовки и службы штабов Сухопутных войск, в апреле 1948 года — на должность старшего инспектора Инспекции стрелковых войск.
В октябре 1948 года генерал-лейтенант Дмитрий Иванович Смирнов был откомандирован в распоряжение Военной академии имени М. В. Фрунзе, где исполнял должность начальника курсов подготовки и усовершенствования офицеров по организационно-мобилизационной работе, исполнял обязанности начальника кафедры общей тактики, начальника курсов усовершенствования командиров стрелковых дивизий.
В январе 1952 года был назначен на должность начальника штаба — первого заместителя командующего войсками Беломорского военного округа, в октябре 1953 года — на должность главного военного советника в Румынской армии — военного атташе при Посольстве СССР в Румынии, в ноябре 1955 года — на должность военного советника министра вооруженных сил Румынской Народной Республики, а в октябре 1957 года — на должность начальника основного факультета Военной академии имени М. В. Фрунзе.
В мае 1960 года генерал-лейтенант Д. И. Смирнов уволен в отставку. Жил в Москве в «Генеральском доме» (Ленинградский проспект, 75). Умер 17 марта 1975 года в Москве. Похоронен на Введенском кладбище (участок 29).

## Награды
- Медаль «Золотая Звезда» Героя Советского Союза (21.07.1944);
- два ордена Ленина (21.07.1944; 30.04.1945);
- четыре ордена Красного Знамени (15.04.1943; 3.11.1944; 29.05.1945; 15.11.1950);
- орден Богдана Хмельницкого 1-й степени (10.04.1945);
- орден Суворова 2-й степени (16.09.1943);
- орден Кутузова 2-й степени (27.08.1943);
- два ордена Красной Звезды (31.12.1939, 28.10.1967[5]);
- медали;

иностранные награды :
- Орден «Легион Почёта» степени командора (США)
- Орден «Virtuti Militari» 3-й степени (Польша);
- Орден «Крест Грюнвальда» 3-й степени (Польша);
- Орден «За боевые заслуги» (Монголия);
- Медаль «Победы и Свободы»  (Польша);
- Медаль «За Одру, Нису и Балтику» (Польша).

Приказы (благодарности) Верховного Главнокомандующего в которых был отмечен Д. И. Смирнов.
- За форсирование реки  Десна и с боем овладение с боем крупным опорным пунктом обороны немцев на рубеже этой реки городом Новгород-Северский. 16 сентября 1943 года № 14
- За освобождение города города Новозыбков. 2 октября 1943 года. № 29
- За форсирование реки Проня и прорыве обороны противника. 25 июня 1944 года. № 117
- За форсирование реки Днепр и за освобождение крупного областного центра Белоруссии города Могилев — оперативно важного узла обороны немцев на минском направлении, а также за овладение городами Шклов и Быхов. 28 июня 1944 года. № 122
- За участие в боях по освобождению городом и крепостью Осовец — мощного укрепленного района обороны немцев на реке Бобр, прикрывающего подступы к границам Восточной Пруссии. 14 августа 1944 года. № 166
- За освобождение города и крепости Ломжа — важного опорного пункта обороны немцев на реке Нарев. 13 сентября 1944 года. № 186
- За овладение городом Черск — важным узлом коммуникаций и сильным опорным пунктом обороны немцев в северо-западной части Польши. 21 февраля 1945 года. № 283
- За овладение городом и крепостью Гданьск (Данциг) — важнейшим портом и первоклассной военно-морской базой немцев на Балтийском море. 30 марта 1945 года. № 319.
- За форсирование восточного и западного Одера южнее Штеттина, прорыв сильно укрепленную оборону немцев на западном берегу Одера и овладение главным городом Померании и крупным морским портом Штеттин, а также занятие городов Гартц, Пенкун, Казеков, Шведт. 26 апреля 1945 года. № 344
- За овладение городами Пренцлау, Ангермюнде — важными опорными пунктами обороны немцев в Западной Померании. 27 апреля 1945 года. № 348
- За овладение городами Эггезин, Торгелов, Пазевальк, Штрасбург, Темплин — важными опорными пунктами обороны немцев в Западной Померании. 28 апреля 1945 года. № 350
- За овладение городами Грайфсвальд, Трептов, Нойштрелитц, Фюрстенберг, Гранзее — важными узлами дорог в северо-западной части Померании и в Мекленбурге. 30 апреля 1945 года. № 352
- За овладение городами Штральзунд, Гриммен, Деммин, Мальхин, Варен, Везенберг — важными узлами дорог и сильными опорными пунктами обороны немцев. 1 мая 1945 года. № 354
- За овладение городами Росток, Варнемюнде — крупными портами и важными военно-морскими базами немцев на Балтийском море, а также городами Рибнитц, Марлов, Лааге, Тетеров, Миров. 2 мая 1945 года. № 358.
- За овладение городами Барт, Бад-Доберан, Нойбуков, Варин, Виттенберге и за соединение на линии Висмар — Виттенберге с союзными нам английскими войсками. 3 мая 1945 года. № 360